# 暑中お見舞い申し上げます (℃-uteの曲)
「暑中お見舞い申し上げます」（しょちゅうおみまいもうしあげます）は、℃-uteのメジャー9枚目（通算13枚目）のシングル。2009年7月1日にzetimaから発売された。

## 概要
楽曲は1977年6月21日に発売されたキャンディーズの14枚目のシングル「暑中お見舞い申し上げます」のカバー曲で、日本郵便の「2009暑中見舞い」イメージ・ソング。長さは2分58秒。

## 収録曲
1. 暑中お見舞い申し上げます
作詞：喜多條忠、作曲：佐瀬寿一、編曲：平田祥一郎
2. 「残暑 お見舞い 申し上げます。」
歌：鈴木愛理
作詞：つんく、作曲：はたけ、編曲：板垣祐介
3. 暑中お見舞い申し上げます(Instrumental)

## 参加ミュージシャン
暑中お見舞い申し上げます
- プログラミング：平田祥一郎
- エレクトリックギター：朝井泰生

「残暑 お見舞い 申し上げます。」
- プログラミング&ギター：板垣祐介
- コーラス：高柳千野